# Les Enfants du péché : Secrets de famille
Série Les Enfants du péché
Nouveau Départ
(2014) Les Racines du mal
(2015)
Pour plus de détails, voir Fiche technique et Distribution.
Les Enfants du péché : Secrets de famille (If There Be Thorns) est un téléfilm américain réalisé par Nancy Savoca, diffusé en 2015.
C'est le troisième volet de la série de téléfilms adaptée de la série littéraire Fleurs captives de Virginia C. Andrews. Ce troisième volet est adapté du troisième roman intitulé Bouquet d'épines.
Il est diffusé le 5 avril 2015 sur Lifetime.
En France, il est diffusé pour la première fois le 4 septembre 2015 sur TF1 et au Québec, l'intégralité de la série de téléfilms est disponible depuis le 31 mars 2016 sur le service ICI TOU.TV.

## Synopsis
Six ans après l'incendie du manoir Foxworth, Cathy vit tranquillement sa vie dans une grande maison en compagnie de son frère Christopher et de ses deux jeunes fils Jory et Bart issue de sa relation avec Bart Winslow le mari de Corrine.Ensemble, ils mènent la vie d'une famille paisible en essayant d'occulter toutes ces années de troubles et de drames. Mais un jour, une mystérieuse dame voilée emménage à côté de chez eux avec son majordome. Poussés par la curiosité, les deux garçons s’aventurent aux abords de la demeure et font la connaissance de Corrine Foxworth, la nouvelle propriétaire des lieux. Au fil des jours et des visites, Bart apprend que cette dame qui le couvre de cadeaux est sa grand-mère maternelle qu’il croyait toujours internée en hôpital psychiatrique. Perturbé par la lecture du journal intime d'un aïeul, Bart découvre l'atroce fatalité qui pèse sur leur lignée. Alors l'horreur reprend possession des êtres et des lieux, l'horreur même qui régnait dans le grenier de Foxworth.

## Fiche technique
Sauf indication contraire, les informations mentionnées dans cette section peuvent être confirmées par la base de données cinématographiques IMDb,  présente dans la section « Liens externes ».
- Titre original : If There Be Thorns
- Titre français et québécois : Les Enfants du péché : Secrets de famille
- Réalisation : Nancy Savoca
- Scénario : Andy Cochran, d'après le roman Bouquet d'épines de Virginia C. Andrews
- Musique : Douglas Pipes
- Décors : Janessa Hitsman
- Costumes : Shanna Mair et Rebekka Sorensen
- Photographie : James Liston
- Montage : Mark Shearer
- Production : Richard D. Arredondo et Harvey Kahn
- Sociétés de production : A+E Studios, Fries Film Company, Inc., Front Street Pictures et Jane Startz Productions
- Société de distribution : Lifetime
- Pays de production :  États-Unis
- Langue originale : anglais
- Format : couleur - 35 mm - 1,85:1 - son Dolby numérique
- Genre : thriller
- Durée : 100 minutes
- Dates de première diffusion :
  - États-Unis : 5 avril 2015
  - France : 4 septembre 2015
  - Québec : 31 mars 2016

## Distribution
- Rachael Carpani (VF : Chloé Berthier) : Cathy Dollanganger
- Jason Lewis (VF : Damien Ferrette) : Christopher Dollanganger
- Heather Graham (VF : Danièle Douet) : Corrine Foxworth
- Mason Cook : Bart Jr.
- Jedidiah Goodacre (VF : Eilias Changuel) : Jory Marquet
- Mackenzie Gray (VF : Gérard Darier) : John Amos
- Robert Moloney : Malcolm Foxworth
- Glynis Davies (VF : Josiane Pinson) : Marisha Marquet
- Emily Tennant : Melodie
- Christine Lippa (VF : Nathalie Duverne) : Emma
- Venna Sood : Dr. Phillips
- Bailey Skodje (VF : Lucille Boudonnat) : Cindy

## Accueil

### Audience
Le téléfilm a été vu par 1,83 million de téléspectateurs lors de sa première diffusion aux États-Unis.

## Suites
- Les Enfants du péché (Flowers in the Attic), premier volet, diffusé en janvier 2014.
- Les Enfants du péché : Nouveau Départ (Petals on the Wind) , deuxième volet, diffusé en mai 2014.
- Les Enfants du péché : Les Racines du mal (Seeds of Yesterday) , quatrième et dernier volet, diffusé en avril 2015.